# Шварц, Майкл (астроном)
Майкл Шварц (англ. Michael Schwartz; род. 1950) — американский астроном-любитель, предприниматель по профессии.

## Биография
После получения степени в области археологии в 1972 году, затем в области физики в 1976 году, он продолжил свои исследования со степенью в области антропологии в 1978 году. Оставив исследовательскую карьеру в 1980 году Майкл Шварц основал компанию, специализирующуюся на криптографических системах для финансовых транзакций. В 1997 году он продал свой бизнес и посвятил себя своей страсти, астрономии, присоединившись к обсерваториям Тенагра.

## Открытия
| Обнаружено астероидов: 24            | Обнаружено астероидов: 24 |
| ------------------------------------ | ------------------------- |
| Совместно с Пауло Ренато Ольворсемом |                           |
| 52057 Clarkhowell                    | 15 августа 2002           |
| (90453) 2004 CM                      | 6 февраля 2004            |
| (114325) 2002 XM59                   | 12 декабря 2002           |
| (114628) 2003 ET16                   | 8 марта 2003              |
| (114753) 2003 HP42                   | 28 апреля 2003            |
| 123860 Davederrick                   | 16 февраля 2001           |
| 131186 Pauluckas                     | 16 февраля 2001           |
| (159717) 2003 AO8                    | 5 января 2003             |
| (159853) 2004 FK4                    | 20 марта 2004             |
| (163731) 2003 KD                     | 20 мая 2003               |
| (163733) 2003 KJ4                    | 20 мая 2003               |
| (183563) 2003 MD4                    | 22 июня 2003              |
| (188454) 2004 JK5                    | 12 мая 2004               |
| (196478) 2003 KC                     | 20 мая 2003               |
| (197216) 2003 WR26                   | 20 ноября 2003            |
| (201758) 2003 WC26                   | 21 ноября 2003            |
| (206314) 2003 KS9                    | 25 мая 2003               |
| (287655) 2003 MW2                    | 25 июня 2003              |
| (287656) 2003 MF4                    | 23 июня 2003              |
| (359733) 2011 UY37                   | 1 июня 2010               |
| (366154) 2012 EK15                   | 6 января 2003             |
| (366203) 2012 PQ13                   | 15 февраля 2010           |
| (399536) 2003 MV2                    | 25 июня 2003              |
| (430689) 2003 XL10                   | 5 декабря 2003            |

По данным Центра малых планет, Майкл Шварц открыл 24 астероида в период с 2001 по 2010 годы в сотрудничестве с Пауло Ренато Ольворсемом. К 2014 году — ещё 23 объекта. Среди прочего он открыл непериодические кометы C/2011 K1 (Шварца-Ольворсема) и C/2014 B1 (Шварца) и периодическую комету P/2013 T2 (Шварца).
В его честь назван астероид (13820) Шварца.